# 卡米勒

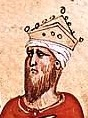

卡米勒（阿拉伯语：‎，1177年—1238年3月6日）是埃及埃宥比王朝第五任蘇丹（1218年至1238年在位）。卡米勒是庫德族穆斯林，隸屬伊斯蘭教遜尼派。其擅長文學和詩歌，亦能講述聖訓內容。其父親是第四任埃及蘇丹阿迪爾一世，埃宥比王朝首位蘇丹薩拉丁則是其叔叔。615年，其父親阿迪爾一世任命卡米勒為埃及總督，在其任內改善政策，並擴大統治範圍。在父親阿迪爾一世逝世後，原本埃宥比王朝的領土由其兒子分開統治，其中埃及總督卡米勒統治埃及地區，另外由阿爾-穆阿扎姆統治美索不達米亞、阿什拉夫·穆薩統治敘利亞和巴勒斯坦地區。
和叔叔薩拉丁一樣，卡米勒一直避免直接對抗，而是透過談判尋求解決方案。在卡米勒擔任蘇丹期間，埃宥比王朝擊敗第五次十字軍東征。在西方世界，隨著法國十字軍稱其為「麥勒丁」（Meledin），一些古老的西方文獻中亦使用這個名字稱呼卡米勒。在第六次十字軍東征結束後，他將西耶路撒冷割讓給基督教信徒，並據信與亞西西的方濟各會面。卡米勒因為曾經兩度對抗十字軍東征而廣為人知，但是其割讓耶路撒冷的決定亦遭到批評。不過他也被視為是繼叔叔薩拉丁之後，中世紀伊斯蘭帝國最為重要的統治者之一。